# Jean-François-Pierre Peyron

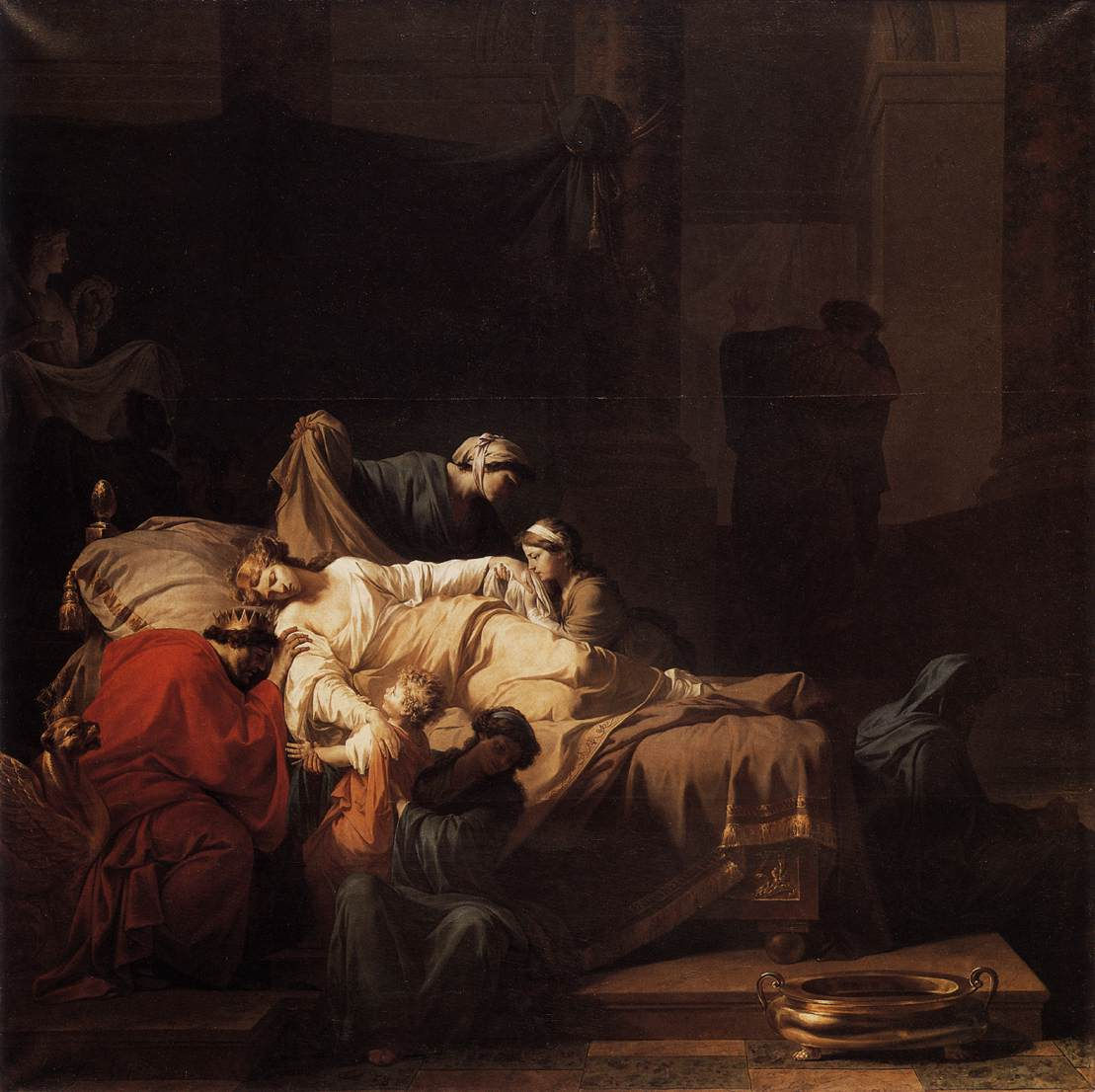
Alcesti morente

Jean-François-Pierre Peyron (Aix-en-Provence, 15 dicembre 1744 – Parigi, 20 gennaio 1814) è stato un pittore neoclassico francese.

## Biografia
Allievo di Lagrenée e di Claude Arnulphy, fu considerato il miglior pittore della sua generazione, uno dei primi ad applicare i principi classici di composizione derivati da Poussin quando la pittura era ancora dominata dal gusto rococò.
Ottenne il Prix de Rome nel 1773, superando David, e fu così a Roma, nell'Accademia di Francia, dal 1775 al 1782. La sua tela I giovani ateniesi tirano a sorte per essere liberati dal Minotauro gli procurò la protezione di Charles Claude Flahaut de La Billarderie, conte d'Angiviller. Il cardinale de Bernis, ambasciatore francese a Roma, gli ordinò due opere, ora conservate al Museo "des Augustins" di Tolosa: Belisario ospitato da un contadino suo soldato e Cornelia, madre dei Gracchi.
Tornò a Parigi quando la carriera di David era in piena ascesa. Al Salon del 1785, David presentò Il giuramento degli Orazi, e Peyron La morte di Alceste. Dei due quadri, quello di David ricevette un'accoglienza trionfale, mentre nel Salon del 1787 i due pittori avrebbero dovuto presentare una tela sul medesimo soggetto, La morte di Socrate, ma Peyron ritardò la presentazione dell'opera e alla fine presentò solo un abbozzo. Il 30 giugno di quell'anno fu comunque ammesso all'Accademia con l'opera Curio Dentato rifiuta i doni dei sanniti (attualmente al Museo Calvet di Avignone). David gli rese omaggio dichiarando dopo la sua morte che Peyron gli aveva, artisticamente, «aperto gli occhi».

## Alcune opere
- La morte di Seneca (1773), opera perduta.
- Belisario riceve ospitalità da un contadino suo soldato (1779), Museo des Augustins, Tolosa.
- Agar e l'angelo (1779), Museo di Belle arti, Tours.
- I funerali di Milziade (1782), Louvre, Parigi.
- La resurrezione di Cristo (1784), chiesa di Saint-Louis-en-l'Île, Parigi
- La morte di Alcesti (1785), Louvre, Parigi.
- La morte di Socrate (1787), Statens Museum fur Kunst, Copenaghen.
- La morte del generale Valhubert ad Austerlitz (1808), Castello di Versailles.

## Galleria d'immagini

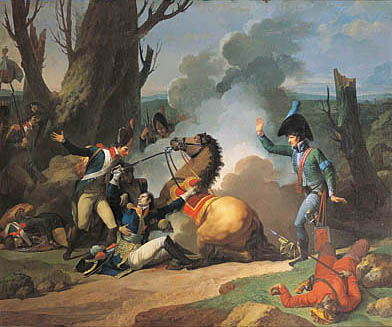
La morte del generale Valhubert
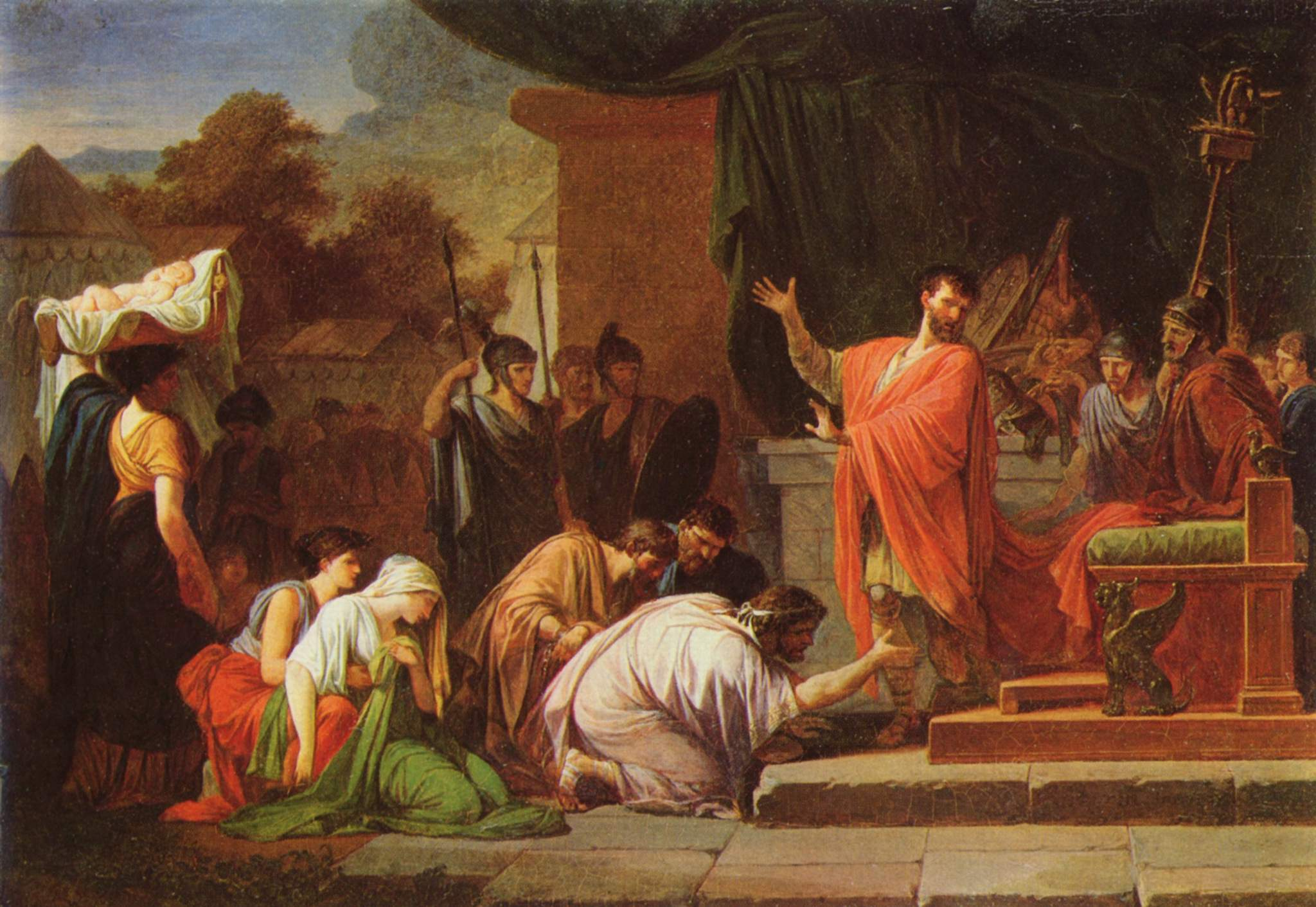
Il re Perseo dinanzi a Emilio Paolo
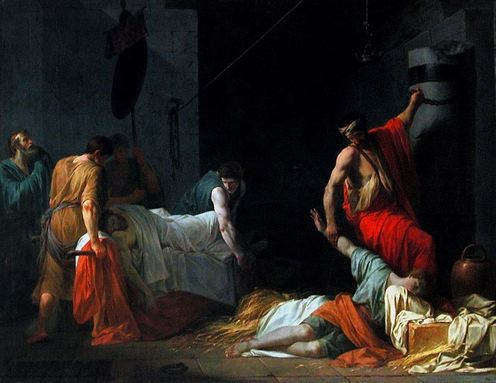
I funerali di Milziade